# La Cumbre, Durango
La Cumbre är en ort i Mexiko.   Den ligger i kommunen Pueblo Nuevo och delstaten Durango, i den centrala delen av landet, 800 km nordväst om huvudstaden Mexico City. La Cumbre ligger 2 203 meter över havet och antalet invånare är 207.
Terrängen runt La Cumbre är kuperad åt sydost, men åt nordväst är den bergig. La Cumbre ligger uppe på en höjd. Runt La Cumbre är det mycket glesbefolkat, med 6 invånare per kvadratkilometer. Närmaste större samhälle är El Zapote, 18,0 km nordväst om La Cumbre. I omgivningarna runt La Cumbre växer huvudsakligen savannskog.